# 瑪麗·平斯
瑪麗·平斯（英語名：Mary Prince，生於公元1788年，逝於公元1833年後，逝世時年齡大約為45歲）是一名英國廢奴主義者及自傳家。她生於百慕達，於一個被奴役的非裔家庭。在她逃離後，當她生活在倫敦時，她寫了她的奴隸紀事《瑪麗·平斯的歷史》（公元1831年），這是首個在英國被發表的一個黑人女性的紀事。這個對奴役之殘忍的親身描述，在一個當奴隸制仍然於百慕達和英國加勒比海殖民地是合法的的時間被發表，對反奴隸制運動有著刺激性作用。其在其被發表後的一年內被重印了兩次。